# Limonia amabilis
Limonia amabilis là một loài ruồi trong họ Limoniidae. Chúng phân bố ở miền Cổ bắc.

## Phân loài
- Limonia amabilis amabilis Alexander, 1924
- Limonia amabilis antistes Alexander, 1938